# Philippe Barbarin
Philippe Xavier Ignace Barbarin (Rabat, 17 oktober 1950) is een Frans geestelijke en een kardinaal van de Rooms-Katholieke Kerk.
Barbarin werd op 17 december 1977 priester gewijd. Vervolgens was hij werkzaam in diverse pastorale functies. Van 1994 tot 1998 was hij in Madagaskar hoogleraar theologie aan het grootseminarie van het bisdom Fianarantsoa.
Op 1 oktober 1998 werd Barbarin benoemd tot bisschop van Moulins. Zijn bisschopswijding vond plaats op 22 november 1998. Op 16 juli 2002 werd hij benoemd tot aartsbisschop van Lyon; als zodanig werd hij primaat der Galliërs genoemd.
Barbarin werd tijdens het consistorie van 21 oktober 2003 kardinaal gecreëerd. Hij kreeg de rang van kardinaal-priester. Zijn titelkerk werd de Santissima Trinità al Monte Pincio. Hij nam deel aan de conclaven van 2005 en 2013.
In 2010 zette hij aan het bisschoppelijk seminarie een studierichting op waar de seminaristen - naast hun studie van de gewone ritus - tevens in de Tridentijnse ritus opgeleid worden.
Barbarin was een van de leiders van het verzet tegen het homohuwelijk in Frankrijk. Ondanks massale bijeenkomsten daartegen werd de wet op het homohuwelijk op 17 mei 2013 door het Franse parlement aangenomen.
Tegen Barbarin werd een strafrechtelijk onderzoek in gang gezet wegens het in de doofpot stoppen van een zaak van ernstig seksueel misbruik door een priester in zijn bisdom. Het proces tegen Barbarin begon in januari 2019 bij de rechtbank van Lyon. De kardinaal werd op 7 maart 2019 veroordeeld tot een voorwaardelijke gevangenisstraf van een half jaar, omdat hij te weinig had gedaan met beschuldigingen van seksueel misbruik in zijn bisdom. Hij was daarmee de hoogste geestelijke die in Frankrijk voor een misbruikschandaal werd veroordeeld. Zijn advocaten kondigden meteen aan in hoger beroep te gaan. Na de veroordeling liet de kardinaal weten dat hij onmiddellijk zijn ontslag als aartsbisschop van Lyon zou indienen bij paus Franciscus. Dit werd echter geweigerd door de paus, zolang er geen uitspraak is over het hoger beroep. Hierop trok Barbarin zich voor onbepaalde tijd terug uit zijn functie. De beslissing van de paus leidde tot teleurstelling bij slachtoffers van seksueel misbruik door priesters van de katholieke kerk. Op 30 januari 2020 werd kardinaal Barbarin door het gerechtshof in Lyon vrijgesproken van het in de doofpot stoppen van seksueel misbruik door een priester. Het hof oordeelt dat er geen bewijs is dat de kardinaal de zaak verzweeg.
In de Frans-Belgische film Grâce à Dieu wordt het personage Phillipe Barbarin gespeeld door de Franse acteur François Marthouret. De film dankt zijn titel aan een uitspraak van Barbarin: “Goddank (Grâce à Dieu) zijn de misdaden verjaard.”
Barbarin ging op 6 maart 2020 met emeritaat.
- Bibliothèque nationale de France: cb11890118w (data)
- Catàleg d'autoritats de noms i títols de Catalunya: 981058513308206706
- Gemeinsame Normdatei: 139139494
- International Standard Name Identifier: 0000 0001 2145 4050
- Library of Congress Control Number: no2001101034
- Nationale Bibliotheek van Tsjechië: mub2014831094
- Nationale Bibliotheek van Israël: 987007311903105171
- Nederlandse Thesaurus van Auteursnamen: 371117267
- Réseau des bibliothèques de Suisse occidentale: 02-A002967522
- Istituto Centrale per il Catalogo Unico: TO0V506157
- SNAC: w6vm7xn4
- Système universitaire de documentation: 026704013
- Virtual International Authority File: 100443115
- WorldCat: E39PBJc7V8q8XJ6cgqbhr7cdcP